# Karl-Heinrich von Groddeck
Karl-Heinrich Erich Moritz von Groddeck (Tutow, 19 luglio 1936 – Bad Bellingen, 13 dicembre 2011) è stato un canottiere tedesco.

## Palmarès

### Olimpiadi
- 3 medaglie[1]:
  - 1 oro (Roma 1960 nell'otto)
  - 2 argenti (Melbourne 1956 nel quattro con; Tokyo 1964 nell'otto)

### Mondiali
- 1 medaglia[2]:
  - 1 oro (Lucerna 1962 nell'otto)

### Europei
- 5 medaglie[2]:
  - 5 ori (Bled 1959 nel quattro con; Duisburg 1957 nel quattro con; Mâcon 1959 nell'otto; Copenaghen 1963 nell'otto; Amsterdam 1964 nell'otto)